# International Superstar
International Superstar es una recopilación doble del cantante country Johnny Cash lanzado el año 1972 el cual contiene tanto canciones vieja o ya grabadas como "A Thing Called Love" y "The One on the Right is on the Left" tanto como canciones nuevas como "Rosanna's Going Wild" que llegó a los rankings countrys en número 2.

## Canciones
1. A Thing Called Love – 2:35
(Jerry Reed)
2. No Need to Worry – 2:49
(Cash)
3. Happiness is You – 3:00
(Cash y June Carter Cash)
4. Song to Mama – 2:38
(Helen Carter, June Carter Cash y Glenn Phillip Jones)
5. Cotton Pickin' Hands – 2:21
(Cash)
6. San Quentin – 2:32
(Cash)
7. Jackson – 2:47
(Gaby Rodgers y Billy Edd Wheeler)
8. Rosanna's Going Wild – 1:59
(Anita Carter, Helen Carter y June Carter Cash)
9. Austin Prison – 2:08
(Cash)
10. Pick a Bale of Cotton – 1:58
(Leadbelly y Alan Lomax)
11. White Girl – 3:03
(Peter La Farge)
12. The Shifting Whispering Sands, Pt. 1 – 2:53
(Jack Gilbert y Mary Hadler)
13. Kate – 2:17
(Marty Robbins)
14. The One on the Right is on the Left – 2:51
(Jack Clement)
15. You and Tennessee – 3:07
(Cash)
16. Hammers and Nails – 2:40
(Lucille Groah)
17. Tall Man – 1:53
(Ken Darby)
18. I'll Be Loving You – 2:09
(Cash)
19. From Sea to Shining Sea – 1:39
(Cash)
20. Folk Singer – 3:05
(Charlie Daniels)
21. Mr. Garfield – 3:45
(Ramblin' Jack Elliott)
22. If Not for Love – 3:05
(Larry Michael Lee y Glenn Tubb)
23. Mississippi Sand – 3:08
(Cash)
24. I Got a Boy (and His Name is John) – 2:49
(Cash)

## Posición en listas
Canciones - Billboard (América del Norte)
| Año  | Canción                | Tabla             | Posición |
| ---- | ---------------------- | ----------------- | -------- |
| 1972 | "Rosanna's Going Wild" | Canciones Country | 2        |
| 1972 | "Rosanna's Going Wild" | Canciones Pop     | 91       |